# Nikon
Nikon Corporation (株式会社ニコン, Kabushiki-gaisha Nikon) pronúnciaⓘ é uma  companhia japonesa especializada em óptica e imagem concorrente da Canon, Sony entre outros. Seus produtos incluem câmaras fotográficas, lentes objetivas, flashes, filtros, binóculos, microscópios e instrumentos de medida.

## História
Foi fundada em 25 de julho de 1917 como Nippon Kōgaku Kōgyō Kabushikigaisha (日本光学工業株式会社 "Japan Optical Industries Co., Ltd."), a companhia foi rebatizada como Nikon Corporation (株式会社ニコン), por suas câmeras, em 1988. Nikon é membro do grupo de empresas Mitsubishi (keiretsu). O nome Nikon,é a fusão de Nippon Kōgaku ("óptica japonesa") e imitado do nome Ikon de Zeiss. A Nikon em 1959 lançou uma série de câmeras (Série F) onde iniciou com a nikon F, no início da década de 1970 lançou a Nikon F2, câmera adotada por muitos profissionais da área de fotojornalismo. Em 2002, tinha cerca de 14 000 empregados. Nikon é uma companhia do grupo Mitsubishi. 

## Nikon do Brasil
A Nikon era representada no Brasil até 27 de abril de 2011 pela TTanaka, a partir desta data foi instalada a primeira subsidiária implantada na América do Sul, com sede na Avenida Paulista, São Paulo-SP. Composta inicialmente com 45 empregados a subsidiárias passou a tratar da importação, vendas e serviços pós-vendas para produtos de imagem e instrumentos no Brasil. Em 12 de setembro de 2018 a Nikon oficialmente informou que encerrou suas atividades no Brasil.